# Khasia
Khasia — викопний рід сумчастих з родини Microbiotheriidae. Він містить один відомий вид, Khasia cordillerensis, який відомий із зубів, знайдених у формації Санта-Люсія в Міске, Болівія.